# Gallia Préhistoire
Pour les articles homonymes, voir Gallia.
 (mai 2024).
Gallia Préhistoire est une revue française d'archéologie préhistorique, dont le premier numéro est sorti en 1958. Elle couvre toute la période préhistorique jusqu'à l'Âge du bronze inclus, en France et dans les pays voisins.

## Historique
Gallia Préhistoire est issue de la revue Gallia, créée en 1943, dont le champ fut restreint à l'archéologie antique en 1958. En 1995, elle a pris le sous-titre Archéologie de la France préhistorique, remplacé depuis 2008 par Préhistoire de la France dans son contexte européen.

## Éditeur
La revue est hébergée au sein du pôle éditorial de la Maison des Sciences de l’homme Mondes (Maison Archéologie & Ethnologie René-Ginouvès avant 2020), sur le campus de l’université Paris-Nanterre.

## Thématiques
La revue traite à la fois des dossiers français et des cultures limitrophes, du Paléolithique inférieur jusqu’à la fin de l’Âge du bronze. Sa périodicité est annuelle et elle est complétée par des suppléments.

## Numérisation
Depuis 2016, les nouveaux numéros sont mis en accès libre sur le portail OpenEdition Journals. Les volumes parus de la fondation de la revue à 2014 sont quant à eux disponibles sur le portail Persée, tout comme les suppléments de la revue.

## Directeurs
Sept chercheurs ont assuré la direction de la revue depuis 1958 :
- 1958-1985 : André Leroi-Gourhan
- 1985-1994 : Jean Guilaine
- 1994-2008 : Denis Vialou
- 2008-2011 : Grégor Marchand
- 2011 : Anne Bridault
- 2012-2015 : Jean-Pierre Bracco
- Depuis 2015 : Thomas Perrin